# Jeu de l'oie (folklore)
Pour les articles homonymes, voir Jeu de l'oie.

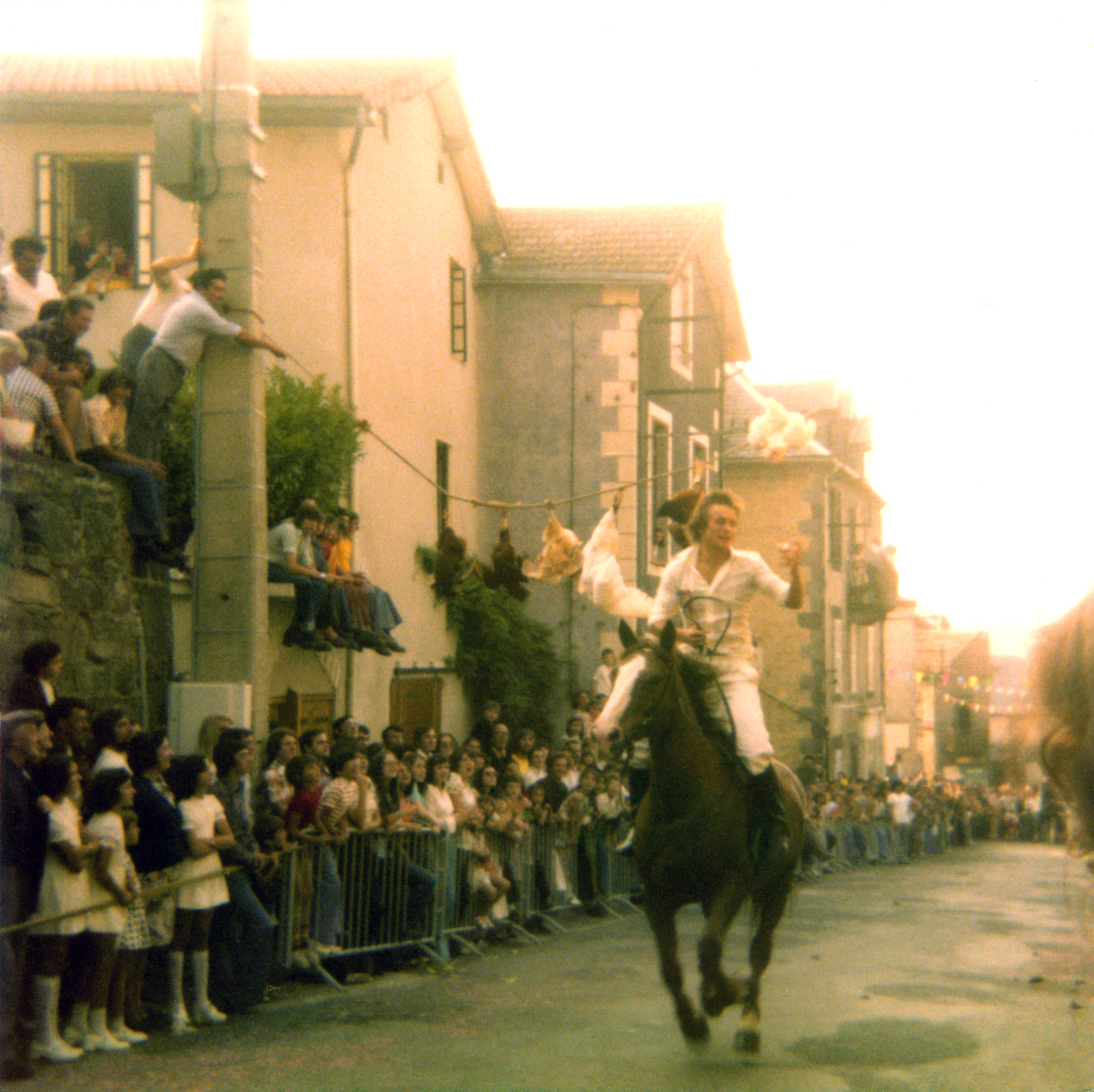
Jeu du cou de l'oie à Manzat (Puy de Dôme, France) vers 1975.

Dans le folklore européen, le jeu de l’oie, également nommé jeu du cou de l'oie et tir à l'oie, est une ancienne activité sportive populaire qui consiste à arracher la tête d'une oie tout en étant juché sur le dos d'un cheval. Les règles de cette pratique diffèrent selon les époques et les régions et nécessitent souvent une belle adresse. Issu de l'Espagne du xiie siècle, ce jeu s'est progressivement diffusé en Europe occidentale et a suivi les colons néerlandais jusqu'en Amérique du Nord. Elle perd en popularité à partir du milieu du xixe et du début du xxe siècle, l'utilisation d'oies vivantes étant progressivement interdite, mais elle parvient à se perpétuer dans certaines régions rurales jusqu'au xxie siècle en ne provoquant plus de souffrance animale. En ce début de millénaire, cette pratique provoque des tensions idéologiques entre tenants des traditions et militants de la cause animale, les oies mortes étant parfois remplacées sous la pression par des animaux factices.

## Généralités

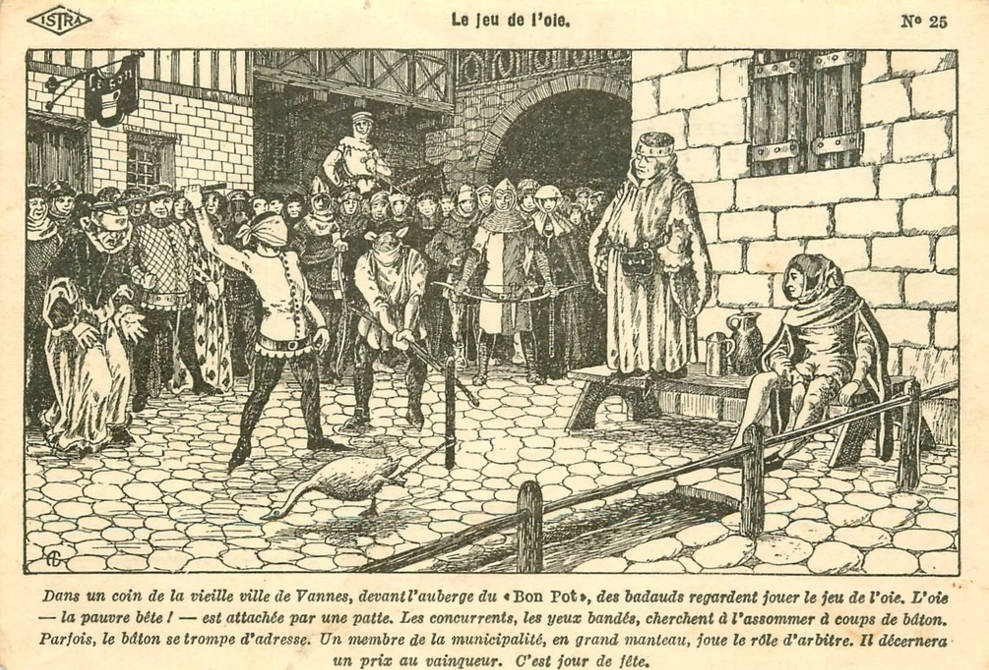
Jeu de l'Oie au bâton à Vannes, Morbihan, au moyen Âge.

Le tir à l'oie fait partie des sports animaliers populaires dans lesquels les gens s'affrontent en torturant des animaux, comme le Fastelavn au nord de l'Europe où, traditionnellement, un chat noir est frappé dans un bidon et le tir à l'anguille (palingtrekken) néerlandais où des anguilles sont disputées. À l'inverse du combat de chiens ou de la tauromachie qui sont des sports de spectateurs, le tir à l'oie est un sport de participants. Comme tous les sports animaliers où l'animal vivant est torturé, à l'exception de la tauromachie, le tir à l'oie a progressivement disparu de la scène publique et se maintient localement sous des formes ne provoquant plus de souffrance animale, l'utilisation d'oies vivantes ayant été partout interdite au début du XXe siècle.
- Tir à l'oie plus pratiqué ; tir à l'oie vivante interdit au xxe siècle.
- Tir à l'oie morte autorisé ; tir à l'oie vivante interdit au xxe siècle.
- Tir à l'oie morte autorisé et tir à l'oie factice ; interdiction locale du tir à l'oie morte au xxie siècle.
- Tir à l'oie factice ; tir à l'oie vivante interdit au xxe siècle, tir à l'oie morte interdit en 2019.
- Aucune donnée.

Lois relatives au tir à l'oie dans le monde.
Tir à l'oie plus pratiqué ; tir à l'oie vivante interdit au XXe siècle.
Tir à l'oie morte autorisé ; tir à l'oie vivante interdit au XXe siècle.
Tir à l'oie morte autorisé et tir à l'oie factice ; interdiction locale du tir à l'oie morte au XXIe siècle.
Tir à l'oie factice ; tir à l'oie vivante interdit au XXe siècle, tir à l'oie morte interdit en 2019.
Aucune donnée.

Le tir à l’oie a vu le jour au XIIe siècle en Espagne. Il se diffuse progressivement en Europe occidentale en France, en Suisse, en Belgique, aux Pays-bas et en Allemagne. Ce sport n'étant pas populaire en Grande Bretagne, ce sont les migrants néerlandais qui le transmettent aux colons américains anglophones.
L’oie est la plupart du temps pendue par les pattes en hauteur sur un fil tendu tendu entre deux piliers ou en travers d'une rue. Chaque compétiteur joue à tour de rôle. Le gagnant est le joueur, généralement juché sur un cheval, qui parvient à arracher la tête de l’animal soit — selon les règles — à main nue, soit à l’aide d’un bâton, d’un sabre plus ou moins émoussé voire d’un pistolet. Les variantes locales sont nombreuses. Des poules, canards et lapins peuvent être substitués à l'oie, tout comme un objet factice. Certaines règles rajoutent des difficultés : ainsi, le cou de l'animal peut être huilé ou savonné, les joueurs peuvent avoir les yeux bandés ou encore un coup de fouet peut être donné au cheval pour destabiliser le participant,.

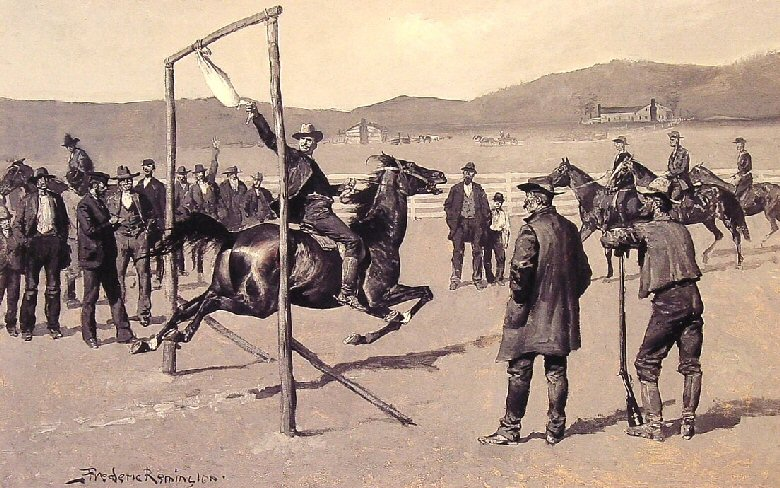
Jeu de l'oie avec une oie vivante en Virginie occidentale (USA) à la fin du XIXe siècle (illustration de Frederic Remington).

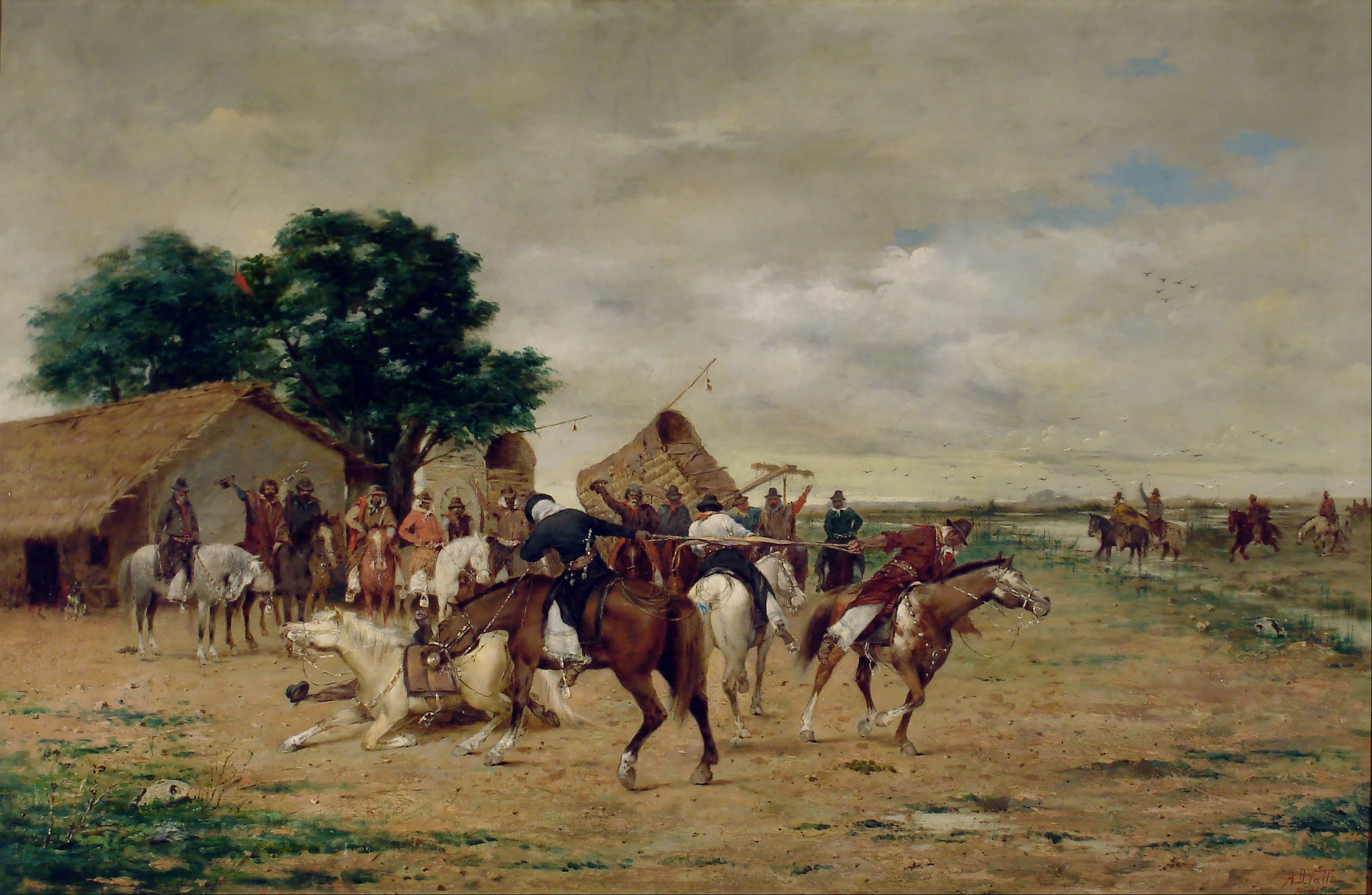
Peinture d' intitulée El Juego del pato (Argentine, fin du XIXe siècle)

Charles Grandison Parsons décrit le déroulement d'un de ces concours qui s'est tenu à Milledgeville, en Géorgie aux USA, dans les années 1850 :

« À l'heure dite, des tentes à whisky grossières, des sièges de fête et des ombrages étaient préparés autour du "parcours de tir" ; et des milliers de spectateurs - des dames comme des messieurs, l'élite comme le vulgaire - se rassemblaient pour s'adonner à ce sport favori ou en être témoins...

Des billets ont été émis par le propriétaire du jars, à cinquante cents chacun, à tous les messieurs présents qui le souhaitaient, et ils ont inscrit leur nom comme "tireurs". Les tireurs devaient s'élancer à une dizaine de mètres du jars, à cheval, à toute vitesse, et en passant sous le jars, ils avaient le privilège de lui arracher la tête - ce qui leur donnait droit au privilège supplémentaire de le manger...

L'un d'eux s'inscrit sur la liste - un "gentleman de propriété et de standing" - et s'élance sur le parcours. Le pauvre jars - qui semblait résigné à son sort, ou qui ne comprenait pas son danger et ne savait pas comment "esquiver" - eut le cou saisi par le premier cavalier ; mais comme il était bien huilé, que sa tête était si petite et que ses forces n'étaient pas encore épuisées, il glissa sa tête à travers la main du tireur sans trop souffrir de la torsion... Après cela, il resta très vigilant, et de nombreux tireurs passèrent sans pouvoir lui saisir le cou. Le jeu continua, les tireurs se multiplièrent, jusqu'à ce que le jars blasé ne puisse plus échapper à leur emprise. Un vieux Cracker - avec un gant en papier de verre - lui arracha finalement la tête, au milieu des cris d'une foule émerveillée de concurrents enivrés. »

## Particularités locales

### Espagne

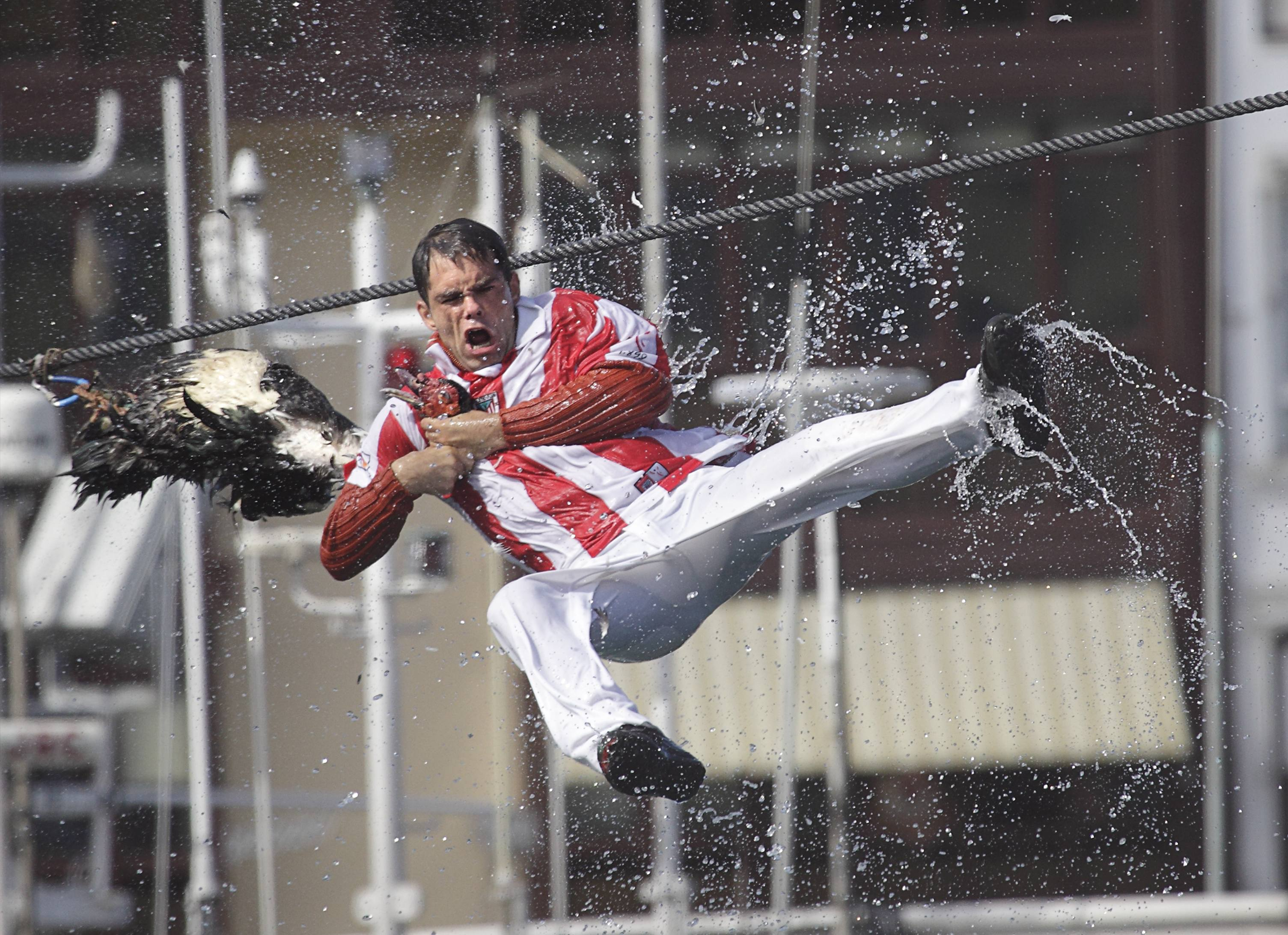
Jeu de l'oie dans le Pays Basque espagnol lors de la Journée des oies nommée Antzar Eguna.

En Espagne, au XIIe siècle, ce sport consiste alors à attacher une oie vivante, dont la tête est bien graissée, à une corde tendu en travers d'une route. Un homme à cheval au grand galop tente de saisir l'oiseau par le cou pour lui arracher la tête
Au xxe siècle, l'utilisation d'oies est interdite sous le régime dictatorial de Franco par une loi sur la protection des animaux. À la place des oies, sont par exemple utilisés des rubans attachés à des bâtons, que les cavaliers doivent insérer dans des anneaux métalliques. Lorsque le régime tombe, l'utilisation des oies est de nouveau autorisée.
Au xxie siècle, au pays basque, le tir à l'oie n'est pratiqué qu'avec des oies mortes pendant la Journée des oies du festival de San Antolín dans la ville de pêcheurs basque de Lekeitio. L'oie est suspendue au-dessus de l'eau tandis que les concurrents passent en dessous en bateau. La ville d'El Carpio de Tajo, dans le centre de l'Espagne, pratique aussi le tir à l'oie chaque 25 juillet en célébration de la Reconquista de 1141[réf. nécessaire].
Dans un débat proche de l'opposition à la corrida, cette pratique est sujette à l'opposition entre les tenants de la tradition et ceux du bien-être animal.

### Belgique
En Belgique, le tir à l'oie se pratique depuis au moins le xviiie siècle. En 1794, le village wallon de Bossière organise le jeu par la suspension d’une oie à une corde tendue entre deux perches. Des hommes du lieu et des villages voisins tous montés à cheval tentent de décrocher la tête. Celui qui la remporte reçoit un prix et est reçu au frais de la collectivité locale.
L'utilisation d'oies vivantes est interdite à partir des années 1920. Depuis, elles sont au préalable tuées sans douleur par un vétérinaire avant le jeu, puis enveloppées dans un filet pour dissimuler sa forme au public. Le jeu de l'oie belge s'accompagne d'un ensemble de coutumes élaborées. Le jeu peut par exemple débuter par un procès fictif au cours duquel l’oie est condamnée. Le cavalier qui réussit à arracher la tête de l'oie est parfois couronné et couvert d'un manteau en tant que roi du village pour un an. À la fin de son année royale, le roi en titre doit offrir à ses sujets du village un festin de bière, de boissons, de cigares et de boudin ou de saucisses, organisé soit à son domicile, soit dans un bar. Chaque année, les rois des villages de la région s'affrontent pour devenir empereur. Les enfants peuvent aussi participer et gagner des lots.
En Flandre, dans les années 1990, les participants sont sociologiquement plutôt des hommes âgés appartenant à la classe inférieure, mais contrairement aux a priori, ils sont issus d'un environnement urbain plutôt que du milieu rural.

### France

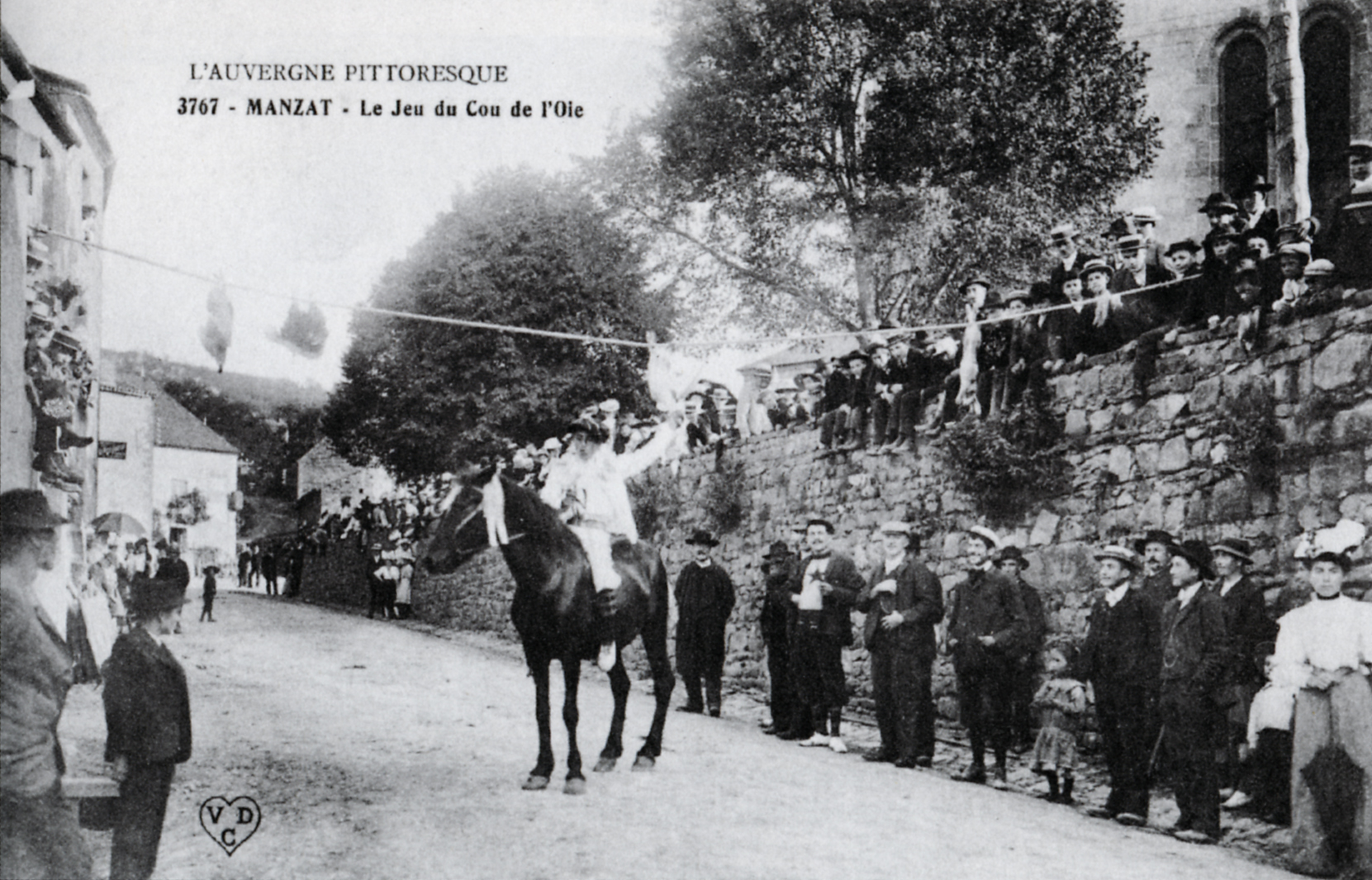
Jeu du cou à Manzat (Puy-de-Dôme, région Auvergne-Rhône-Alpes) au début du XXe siècle.

À Paris, au xviiie siècle, les jeunes gens de la paroisse de la Villette et du faubourg Saint-Laurent jouaient à tirer l'oie au bâton en 1726,.
Ce jeu se pratique toujours au xxe siècle en Auvergne, par exemple à Arfeuilles dans le département de l'Allier, lors de la fête patronale du 15 août, mais aussi en Haute-Loire et dans le Puy de Dôme durant les années 2010 et 2020 lors de certaines fêtes patronales et de classards. L'oie, de nos jours préalablement tuée, est pendue par les pattes en hauteur. En équilibre sur un cheval, les participants doivent à tour de rôle tirer sur la tête de l'animal à main nue ou la frapper avec un bâton jusqu'à ce qu'il soit décapité, envoyant leur trophée sur le public. Les animaux sont ensuite cuisinés et partagés par les festoyeurs autour d'un banquet,,. C'est également le cas dans le Rhône à Brindas et Saint-Vérand dans les années 2010 où les cavaliers doivent parcourir un passage parsemé d'obstacles avant de pouvoir tenter de passer une petite baguette de bois dans un anneau placé dans le bec de l'oie suspendue, le tout en évitant de tomber dans une piscine ou dans des bottes de paille,.
Au yeux des participants et des organisateurs, en plus d'être une tradition culturelle, cette animation permet de donner de la vie dans le village tout en reliant toutes les tranches d'âges. Bien que la pratique du tir à l'oie soit légale en France si l'animal a préalablement été tué, elle suscite parfois l'indignation et le mépris des défenseurs de la cause animale qui lui reprochent sa cruauté gratuite,,. Cette pratique est parfois remplacée par une course de garçons de café.

### Suisse
À la fin du xxe siècle, dans la ville suisse de Sursee, canton de Lucerne, on pratique le jeu de la décapitation de l'Oie le 11 novembre, jour de la Saint-Martin. Une oie morte est suspendue au milieu de la place communale, les compétiteurs, en ordre essayent de lui trancher le cou avec un sabre

### Pays-Bas

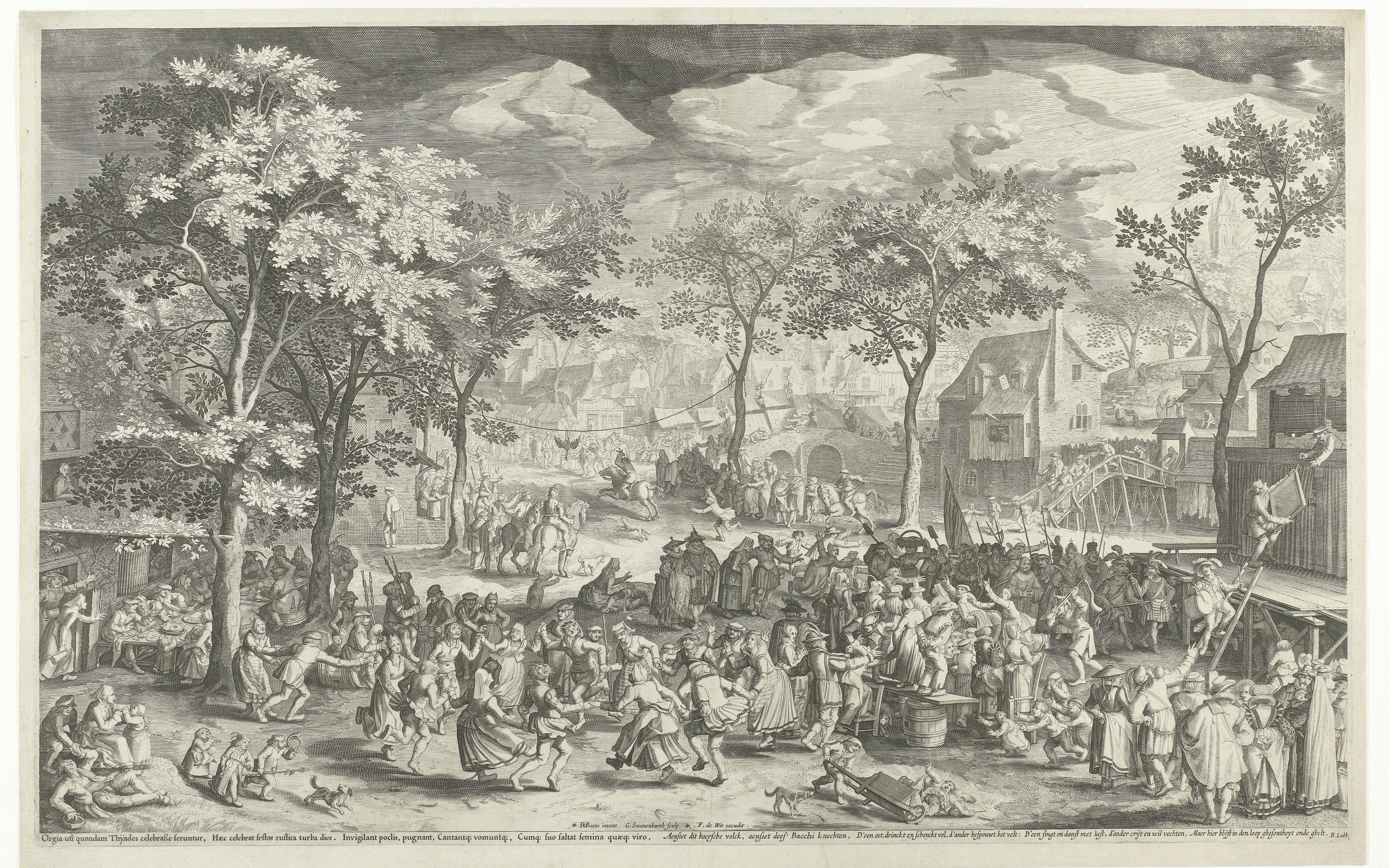
Foire dans un village avec au fond un jeu de l'oie (gravure néerlandaise de 1610).

La pratique du tir à l'oie est attestée aux Pays-Bas dès le début du xviie siècle ; le poète Gerbrand Adriaensz Bredero y fait référence dans son poème nommé Boerengeselschap (Compagnie de paysans) de 1622, décrivant comment un groupe de paysans se rend à un concours de tir à l'oie près d'Amsterdam se terminant en bagarre brutale. Il en conclut qu'il est préférable pour les citadins de rester à l'écart des plaisirs paysans.
Dans ce pays, l'utilisation d'oies vivantes a été interdite dans les années 1920. Cependant, cette pratique suscite toujours une certaine controverse alors que seul des animaux morts sont utilisés. Ainsi, en 2008, le Parti néerlandais pour les animaux (PvdD) propose d'interdire cette tradition dans le dernier village de Grevenbicht, ce que les organisateurs rejettent. En 2019, le tir à l'oie avec des animaux morts est interdit et se pratique désormais avec des oies factices.

### Allemagne
Cette tradition aurait été importée en Allemagne par les soldats espagnols stationnés en 1598 et 1599 pendant la guerre de Quatre-Vingts Ans et plus tard pendant la guerre de Trente Ans.
Aux XXe et XXIe siècles, la situation générale du pays est disparate. Des jeux de l'oie se déroulent avec des oies mortes comme à Velbert et Langenhorst[réf. nécessaire] ; d'autres avec des oies factices en caoutchouc comme à Höntrop et Sevinghausen à la suite d'une pétition mais aussi à Dortmund et Essen alors que l'activité est complètement interdite à Werl dès 1961[réf. nécessaire].
Les citoyens engagés dans le droit animal considèrent que l'utilisation d'une oie morte enfreint la loi sur la protection des animaux et constitue une glorification de la violence. Cependant, en janvier 2016, le tribunal administratif de Gelsenkirchen a décidé qu'une interdiction de mise à mort n'entrait pas en ligne de compte tant que l'oie tuée était consommée,.

### Grande-Bretagne
Le jeu de l'oie n'a jamais été répandu en Grande-Bretagne, les ethnologues du milieu du xixe siècle en parlant comme d'une pratique exotique ou ancienne.

### États-Unis
Les colons néerlandais importent le jeu de l'oie en Nouvelle-Néerlande dont la capitale deviendra New-York et le diffusent aux colons anglophones issus des classes sociales populaires. Dans le sud du pays, avant la guerre de Sécession, esclaves et Blancs s'affrontent dans des concours de tir à l'oie. Les prix reçus par le vainqueur sont la plupart du temps insignifiants : souvent l'oiseau mort lui-même, d'autres fois des tournées de boissons alcoolisées. Le principal attrait de ces concours pour les participants sont de prouver leur valeur morale et physique alors que pour les spectateurs, il réside essentiellement dans les paris sur les concurrents, parfois pour de l'argent, le plus souvent pour des boissons.
Cette activité sportive populaire est mal vue par les élites qui la qualifient par exemple de « sans intérêt, païenne et pernicieuse »selon une ordonnance du directeur général de Nouvelle-Amsterdam en 1656 , ou d'« acte de barbarie sans scrupules » en 1836 ou encore de « sport qu'un diable rusé a inventé pour satisfaire la bête humaine » en 1852.
À quelques rares exceptions près, la pratique du tir à l'oie est inexistante après la guerre de Sécession dans les années 1860.